# Billy the Kid (balletto)
Billy the Kid è un balletto del 1938 scritto dal compositore americano Aaron Copland su commissione di Lincoln Kirstein. È stato coreografato da Eugene Loring per il Ballet Caravan. Insieme a Rodeo e Appalachian Spring, è uno dei pezzi più popolari e ampiamente eseguiti di Copland. Il balletto è molto famoso per la sua incorporazione di diverse melodie da cowboy e canzoni folk americane e, sebbene costruito attorno alla figura e alle gesta di Billy the Kid, non è tanto una biografia di un famigerato ma particolarmente attraente desperado, ma piuttosto è una percezione del pioniere del West, in cui una figura come Billy ebbe un ruolo vivido.
È stato presentato per la prima volta il 16 ottobre 1938 a Chicago dalla compagnia Ballet Caravan, con i pianisti Arthur Gold e Walter Hendl che eseguivano una versione a due piani della partitura. La prima di Billy the Kid a New York City avvenne il 24 maggio 1939, con un'orchestra diretta da Fritz Kitzinger.

## Trama
La storia segue la vita del famigerato fuorilegge Billy the Kid. Inizia con la canzone "The Open Prairie" e mostra molti pionieri che viaggiano verso ovest. L'azione si sposta su una piccola città di frontiera, nella quale sono presenti un giovane Billy e sua madre. La madre viene uccisa da un proiettile vagante durante uno scontro a fuoco e Billy pugnala l'assassino di sua madre, poi si dà alla fuga.
La scena successiva mostra episodi negli anni successivi della vita di Billy. Sta vivendo nel deserto, viene cacciato e catturato da una squadra (in cui il conseguente scontro a fuoco presenta importanti effetti percussivi) e portato in prigione. Billy riesce a scappare dopo aver rubato una pistola dal guardiano durante una partita di carte e torna nel suo nascondiglio, dove pensa di essere al sicuro, ma lo sceriffo Pat Garrett lo raggiunge e gli spara a morte. Il balletto termina con il tema open prairie e i pionieri ancora una volta che viaggiano verso l'Occidente.

## Ordine dei numeri
1. Introduzione: La prateria aperta
2. Scena di strada in una città di frontiera
3. Danza messicana e finale
4. Prateria di notte (gioco di carte di notte, Billy e la sua dolce metà)
5. Scontro a fuoco
6. Celebrazione (Dopo la cattura di Billy)
7. La morte di Billy
8. La prateria aperta nuovamente

## Musica
Sono stati usati abbondantemente cowboy e musica folk, ad esempio:
- Great Grandad
- Whoopee ti yi yo, get along little dogies
- The Old Chisholm Trail
- Goodbye Old Paint

Include anche la danza messicana Jarabe, suonata in 5/8 da una tromba solista, poco prima di "Goodbye Old Paint".

## Cover
Gli otto movimenti di Billy The Kid compongono le prime sette tracce dell'album "Have a Little Faith" del chitarrista jazz Bill Frisell.